# Lawton S. Parker
Lawton Silas Parker (* 7. August 1868 in Fairfield, Michigan; † 25. September 1954 in Pasadena, Kalifornien) war ein US-amerikanischer Maler des Impressionismus.
Mit fünf Jahren zog Parker mit seiner Familie von Fairfield nach Kearney in Nebraska. Nach Beendigung seiner Schulzeit studierte er ab 1886 am Chicago Art Institute Kunst. Durch seine Lehrer unterstützt und gefördert, wechselte Parker zwei Jahre später nach Paris an die Académie Carmen und an die Académie Julian. Dort wurde er zusammen mit Cecilia Beaux und Louis Paul Dessar Schüler von Adolphe William Bouguereau und Tony Robert-Fleury. Später kehrte er nach New York zurück und schloss sich dort als Student der Arts Students League an; seine Dozenten waren dort William Merritt Chase und James McNeill Whistler. Wenig später kehrte er nach Paris zurück und wurde an der École des Beaux-Arts Schüler von Jean-Léon Gérôme und Jean Paul Laurens.
1902 ließ sich Parker in Giverny nieder, wo sich seine Künstler-Kollegen Alson Clarke, Frederick Carl Frieseke und Guy Rose bereits zum Malen „en pleine air“ aufhielten. 1916 wurde Parker in New York zum assoziierten Mitglied (ANA) der National Academy of Design gewählt.
1954 starb Lawton S. Parker im Alter von 86 Jahren.

## Werke (Auswahl)
- English girl
- Spring, Santa Barbara
- Early Spring
- Lady in forrest

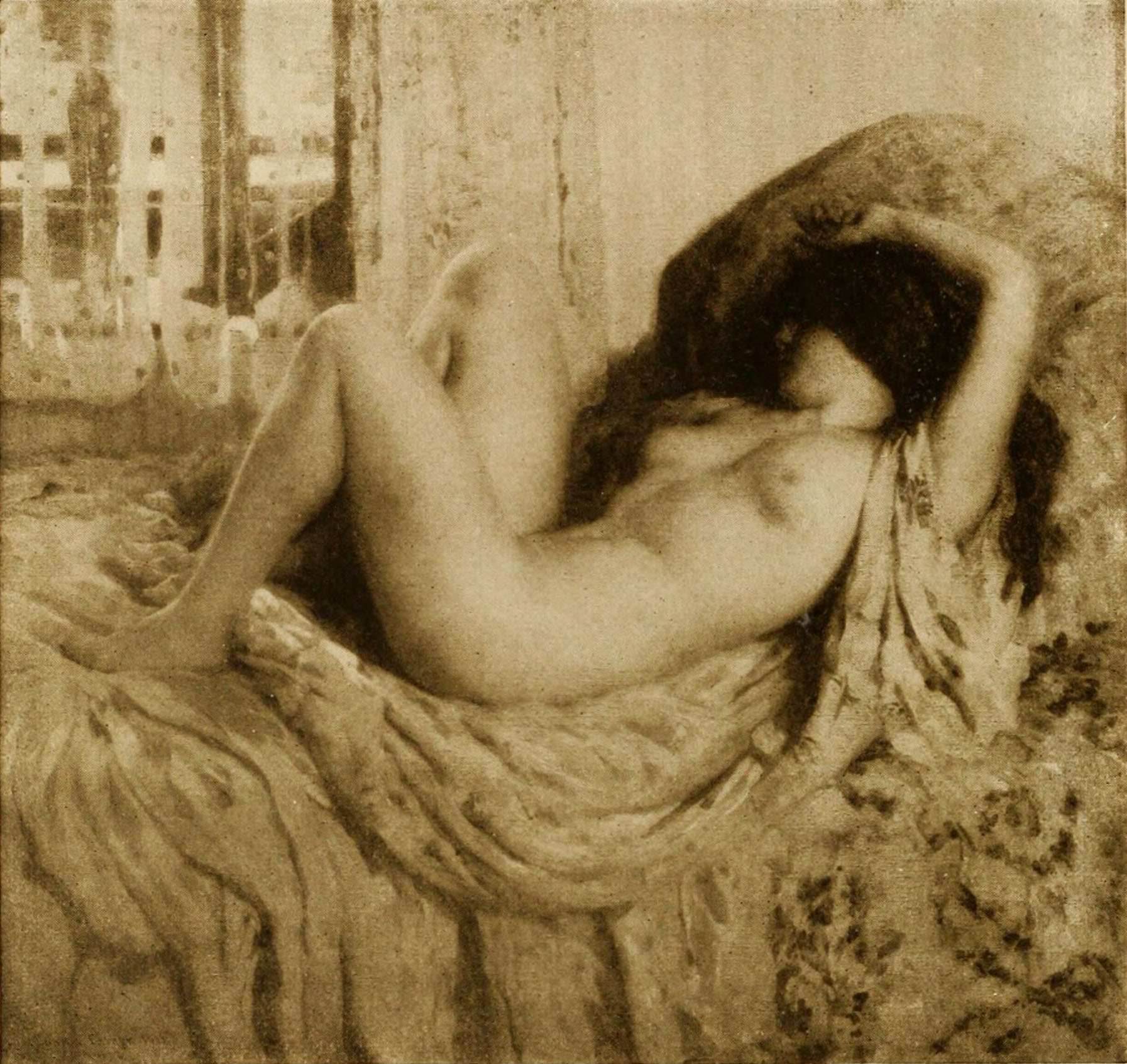
Reclining nude (La Paresse), 1916

- Reclining nude (La Paresse) (1916)
- Summer garden
- Rhododendron